# Кі-Ларго (Флорида)
Кі-Ларго (англ. Key Largo) — переписна місцевість (CDP) в США, в окрузі Монро штату Флорида. Населення — 12 447 осіб (2020).

## Географія
Кі-Ларго розташоване за координатами 25°7′21″ пн. ш. 80°24′42″ зх. д. / 25.12250° пн. ш. 80.41167° зх. д. (25.122584, -80.411571).  За даними Бюро перепису населення США в 2010 році переписна місцевість мала площу 39,48 км², з яких 31,21 км² — суходіл та 8,27 км² — водойми.

## Демографія
Згідно з переписом 2010 року, у переписній місцевості мешкали 10 433 особи в 4706 домогосподарствах у складі 2786 родин. Густота населення становила 264 особи/км².  Було 8459 помешкань (214/км²).
Расовий склад населення:
| - 93,0 % — білих - 2,3 % — чорних або афроамериканців - 0,8 % — азіатів - 0,5 % — корінних американців - 0,1 % — вихідців з тихоокеанських островів - 1,4 % — осіб інших рас |

До двох чи більше рас належало 1,8 %. Частка іспаномовних становила 23,7 % від усіх жителів.
За віковим діапазоном населення розподілялося таким чином: 16,7 % — особи молодші 18 років, 65,3 % — особи у віці 18—64 років, 18,0 % — особи у віці 65 років та старші. Медіана віку мешканця становила 47,8 року. На 100 осіб жіночої статі у переписній місцевості припадало 108,0 чоловіків;  на 100 жінок у віці від 18 років та старших — 108,8 чоловіків також старших 18 років.
Середній дохід на одне домашнє господарство  становив 75 649 доларів США (медіана — 56 805), а середній дохід на одну сім'ю — 97 872 долари (медіана — 71 017). Медіана доходів становила 42 391 долар для чоловіків та 40 697 доларів для жінок. За межею бідності перебувало 14,6 % осіб, у тому числі 19,9 % дітей у віці до 18 років та 9,4 % осіб у віці 65 років та старших.
Цивільне працевлаштоване населення становило 4984 особи. Основні галузі зайнятості: освіта, охорона здоров'я та соціальна допомога — 20,3 %, мистецтво, розваги та відпочинок — 19,1 %, науковці, спеціалісти, менеджери — 12,4 %, роздрібна торгівля — 10,8 %.